# Tapachula
Tapachula és una ciutat mexicana situada a la Regió del Soconusco, a la Costa Sud de l'estat de Chiapas. Limita al nord amb Motozintla, a l'est amb Cacahoatán, Tuxtla Chico, Frontera Hidalgo i Suchiate, al sud amb l'Oceà Pacífic i a l'oest amb Huehuetán, Mazatán i Tuzantán.
El 2015 la ciutat de Tapachula comptava, segons dades de l'INEGI, amb una població de 348.156 habitants encara que, donat el seu estatus de frontera, es creu que compta amb una quantitat similar de població flotant. La superfície del municipi és de 93,615 ha a una altitud mitjana de 171 msnm.
És la ciutat més poblada del Soconusco i la segona ciutat més important de l'estat només superada per la capital: Tuxtla Gutiérrez, i compta amb una economia basada en la ramaderia, l'agricultura, les comunicacions i les finances públiques. El turisme ha conegut un impuls considerable en èpoques recents i actualment rep la visita de grans creuers que atraquen al seu port, el creixement del qual s'ha disparat enormement. Actualment el port de Chiapas, que pertany al municipi de Tapachula, és part de les anomenades Zones Econòmiques Especials del País.

## Clima
| Paràmetres climàtics mitjans de Tapachula | Paràmetres climàtics mitjans de Tapachula | Paràmetres climàtics mitjans de Tapachula | Paràmetres climàtics mitjans de Tapachula | Paràmetres climàtics mitjans de Tapachula | Paràmetres climàtics mitjans de Tapachula | Paràmetres climàtics mitjans de Tapachula | Paràmetres climàtics mitjans de Tapachula | Paràmetres climàtics mitjans de Tapachula | Paràmetres climàtics mitjans de Tapachula | Paràmetres climàtics mitjans de Tapachula | Paràmetres climàtics mitjans de Tapachula | Paràmetres climàtics mitjans de Tapachula | Paràmetres climàtics mitjans de Tapachula |
| Mes                                       | gen.                                      | febr.                                     | març                                      | abril                                     | maig                                      | juny                                      | jul.                                      | ag.                                       | set.                                      | oct.                                      | nov.                                      | des.                                      | Anual                                     |
| ----------------------------------------- | ----------------------------------------- | ----------------------------------------- | ----------------------------------------- | ----------------------------------------- | ----------------------------------------- | ----------------------------------------- | ----------------------------------------- | ----------------------------------------- | ----------------------------------------- | ----------------------------------------- | ----------------------------------------- | ----------------------------------------- | ----------------------------------------- |
| Temp. màx. abs. (°C)                      | 39                                        | 38                                        | 38                                        | 39                                        | 39                                        | 38                                        | 42                                        | 37                                        | 39                                        | 38                                        | 37                                        | 37                                        | 38                                        |
| Temp. màx. mitjana (°C)                   | 32                                        | 34                                        | 35                                        | 35                                        | 34                                        | 33                                        | 33                                        | 33                                        | 32                                        | 32                                        | 33                                        | 33                                        | 34                                        |
| Temp. mín. mitjana (°C)                   | 19                                        | 20                                        | 20                                        | 21                                        | 22                                        | 21                                        | 21                                        | 21                                        | 21                                        | 20                                        | 20                                        | 20                                        | 21                                        |
| Temp. mín. abs. (°C)                      | 15                                        | 17                                        | 14                                        | 16                                        | 19                                        | 18                                        | 17                                        | 17                                        | 19                                        | 17                                        | 16                                        | 16                                        | 14                                        |
| Precipitació total (mm)                   | 24.6                                      | 32.0                                      | 89.9                                      | 256.1                                     | 584.4                                     | 560.4                                     | 426.5                                     | 517.0                                     | 624.2                                     | 481.0                                     | 197.4                                     | 38.0                                      | 3831.5                                    |
| Font: 9 de novembre de 2009               |                                           |                                           |                                           |                                           |                                           |                                           |                                           |                                           |                                           |                                           |                                           |                                           |                                           |

- Temperatura màxima: 42 °C (jul. 2007)
- Temperatura mínima: 14 °C (març 1976)

### Toponímia
La paraula prové del nàhuatl Tapachollan, que significa "lloc inundable"; per les constants pluges i la presència de rius que en temporada de pluges es desborden. La paraula es va castellanitzar a Tapachula, i el 1997 es va anomenar oficialment Tapachula de Córdova i Ordóñez; encara que col·loquialment es continua coneixent com a Tapachula.

## Relacions Internacionals
- Equador Consolat General
- El Salvador Consolat General
- Guatemala: Consolat General
- Hondures: Consolat General
- Nicaragua Consolat de carrera